# عبد السلام حافظ
عبد السلام هاشم حافظ (1929- 1995) شاعر وقاص وكاتب سعودي، يعتبر من الشعراء السعوديين المجددين، فهو من أوائل كتاب الشعر الحر في المدينة المنورة، ومن معاصري بداية نهضة المملكة الأدبية، اتجه شعره إلى قضايا الفكر الإسلامي، وقد نشأ وسط أسرة ثقافية شغوفة بالعلم، رباه عمه عبد القادر حافظ، والد عثمان حافظ وعلي حافظ مؤسسا مطبعة وصحيفة المدينة، وعمل في مجالي التعليم والصحافة، وحصل على عضوية رابطة الأدب الحديث بمصر، وكتب في الشعر والقصة والدراسات الأدبية، إلى جانب الدين والتاريخ، فكان نتاج ذلك نحو 12 كتابًا، آخرها الأعمال الشعرية الكاملة التي أصدرها نادي المدينة الأدبي عام 1984، كما ربطته صداقات مع عدد من أدباء ومثقفي مصر، أمثال توفيق الحكيم وأحمد رامي ومحمد مندور الذي قدم لديوانه (أضواء ونغم)، وكُتب عن حياته وشعره عدد من الدراسات إحداها دراسة أحمد فرحات بعنوان (الخطاب الشعري في المدينة المنورة.. شعر عبد السلام حافظ أنموذجًا).

## مؤلفاته
- العذراء السجينة.
- سمراء الحجازية.
- تلميذتي.
- أضواء ونغم.
- الفجر الراقص.
- مذبح الأشواق.
- راهب الفكر.
- صواريخ ضد الظلم والاستعمار.
- وحي الهاجرة.
- ثورة الجزيرة.. أو آل سعود والعصر الذهبي.
- المدينة المنورة في التاريخ.
- الإمام ابن تيمية.
- الرافعي ومي.
- الأعمال الشعرية الكاملة.[1]